# Mus mattheyi
Mus mattheyi es una especie de roedor de la familia Muridae.

## Distribución geográfica
Se encuentra en Burkina Faso, Costa de Marfil, Ghana, Malí, Senegal, Togo, y posiblemente en Benín, Guinea, y Guinea-Bissau.

## Hábitat
Su hábitat natural son: sabanas húmedas.